# Abadiânia
Abadiânia es un municipio brasileño del estado de Goiás. Su población estimada en 2007 era de 12.640 habitantes.
La ciudad es famosa internacionalmente por albergar la Casa de Dom Inácio de Loyola, donde el médium João Teixeira de Faria realiza sus cirugías sin anestesia.
A uno de los lados de la ciudad, sobre la carretera federal BR-060, se encuentra principalmente ocupado por hoteles, posadas y puntos comerciales dirigidos para el público extranjero.

## Turismo
Uno de los principales puntos turísticos de Abadiânia es el lago artificial formado por la usina hidroeléctrica de Corumbá IV, que genera energía para la ciudad de Brasília. Sin embargo, en la ciudad el lago no es usado con fines de abastecimento.
En las márgenes, los agricultores vendieron lotes de tierra y han formado una pequeña villa de casas ocupadas principalmente en feriados, recesos y en meses de vacaciones. Los dueños son, predominantemente brasileros y goianienses en busca de descanso del día a día estresante de la gran ciudad.
Otra gran atracción turística de la ciudad, es la Casa de Dom Inácio de Loyola, donde el famoso médium João Teixeira de Faria (que se auto intitula "João de Deus") realiza sus operaciones quirúrgicas. La casa recibe visitantes de diversas partes del mundo, como griegos, eslovenos, canadienses, estadounidenses, franceses, coreanos, japoneses, irlandeses, entre otros.